# Laysa Peixoto
Laysa Peixoto Sena Lage (Contagem, 14 de junho de 2003) é uma estudante de física e alegada candidata a astronauta brasileira. Tornou-se conhecida após anunciar ter sido selecionada para se tornar astronauta em uma missão espacial privada da empresa Titans Space, sediada nos Estados Unidos, que estaria prevista para 2029 e seria comandada pelo veterano da NASA William S. McArthur. Ela se apresentou como integrante da “turma de astronautas de 2025” e representante do Brasil na suposta missão, mas suas alegações e qualificações foram publicamente questionadas, levando instituições como a NASA e a Universidade Federal de Minas Gerais a contestarem qualquer vínculo atual com Laysa.
O CEO da Titans Space, Neal Lachman, confirmou que Laysa foi oficialmente aceita no programa como ASCAN (sigla para Astronaut Candidate) da empresa, com um treinamento intensivo previsto para durar quatro anos. Lachman também reforçou que as missões da Titans Space não têm qualquer afiliação com a NASA, embora contem com a colaboração de ex-astronautas como McArthur, que atua como veterano convidado, e defendeu publicamente a permanência de Laysa no programa.

## Vida
Laysa estudou na Fundação de Ensino de Contagem e na Escola Estadual Helena Guerra e afirmou em entrevista ter crescido em um lar criativo e acolhedor, com apoio da família. Para a Forbes 30 Under 30 disse que quando criança tinha a astronauta Cady Coleman como inspiração. Em entrevista para o Aventuras na História afirmou que gostava de acompanhar filmes e séries de televisão com temática espacial, como Star Wars, Star Trek e Cosmos. É membro de A Igreja de Jesus Cristo dos Santos dos Últimos Dias.

## Conquistas
A estudante afirma ter conquistado medalha de prata na 23ª Olimpíada Brasileira de Astronomia e Astronáutica ocorrida em 2020 e medalha de bronze na Competição Internacional de Astronomia e Astrofísica.
Em 2021, aos 18 anos, Laysa ganhou projeção quando teria identificado, através do computador de sua casa, o asteroide 2021 PS59, denominado "LPS0003", em referência às iniciais de seu nome em um projeto online do Ministério da Ciência, Tecnologia e Inovação intitulado Caça Asteroides MCTI, que possuía o objetivo de popularizar ciência entre estudantes e astrônomos amadores, mesmo sem conhecimento prévio. O programa foi fruto de uma parceria entre o MCTI e uma organização civil de astronomia chamada International Astronomical Search Collaboration analisando imagens fornecidas pela Universidade do Havaí. A jovem recebeu uma homenagem da Câmara Municipal de Contagem após a descoberta.
Em 2022 participou do "Curso Experimental de Astronauta Análogo" da equipe amadora Wogel Space Lab, que segundo seu site oficial, é descrita como "a primeira estação espacial análoga móvel do mundo". No mesmo ano a jovem arrecadou mais de cinco mil reais em uma vakinha para participar do programa educacional Advanced Space Academy, um treinamento estudantil imersivo projetado para a faixa etária de 15 a 18 anos conhecido como “Space Camp”, realizado no Marshall Space Flight Center e U.S. Space & Rocket Center, no Alabama.
Participou em 2023 do programa educacional NASA L’SPACE Academy, um workshop online gratuito para estudantes na Universidade do Estado do Arizona voltada a estudantes para desenvolvimento de projetos tecnológicos espaciais, sem vínculo direto ou afiliação com a agência espacial norte-americana, com participações em um projeto entitulado "AquaMoon", focado na extração de água da Lua e sonda MADSS que teria como objetivo ir a Saturno até 2029. No mesmo ano entrou na lista Forbes 30 Under 30.

## Formação
A estudante ingressou no curso de física da Universidade Federal de Minas Gerais (UFMG) em 2021. Posteriormente a universidade confirmou que Laysa foi desligada do curso após trancar a matrícula no primeiro semestre e não se rematricular no segundo semestre de 2023. A assessoria da estudante afirmou que atualmente ela estuda na Manhattan College, tendo ganhado uma bolsa e feito a transferência do curso que iniciou na UFMG.

## Viagem ao espaço

### Titans Space
No dia 5 de junho de 2025 a estudante postou em suas redes sociais que havia sido selecionada como astronauta de carreira para participar de missões espaciais privadas nos próximos anos, tendo sido escolhida para integrar a turma de astronautas de 2025 da empresa Titans Space, sediada nos Estados Unidos. Uma missão inaugural estaria prevista para 2029 e seria comandada pelo veterano da NASA William S. McArthur. Na ocasião Laysa referiu-se a si mesma como “astronauta da turma de 2025”. Posteriormente a empresa encaminhou nota ao portal Terra esclarecendo que a candidata foi aceita como candidata, mas que entrará em um programa de treinamento que deve durar vários anos e que as naves espaciais e estação espacial não foram construídas. A Administração Federal de Aviação, o órgão americano que regula a indústria de transporte aéreo e espacial no país sede da empresa informou que a Titans Space não possui qualquer autorização para voos espaciais. A NASA informou à CNN Brasil que não é afiliada a missões espaciais desta empresa.
Em 16 de junho de 2025, Neal S. Lachman, CEO da Titans Space, publicou uma declaração oficial em sua conta no LinkedIn defendendo a permanência de Laysa no programa da empresa, ainda que reconhecendo que ela possa ter apresentado informações exageradas ou imprecisas em seu currículo. Segundo Lachman, Laysa foi de fato selecionada como ASCAN (sigla para “Astronaut Candidate”, ou Candidata a Astronauta), o que a insere em um programa de treinamento intensivo com duração prevista de quatro anos antes de qualquer missão .
Lachman afirmou que a jovem não terá de arcar com os custos de sua formação, pois o programa será financiado pela própria empresa e por um consórcio privado de apoiadores. Ressaltou também que a seleção de ASCANs da Titans Space não é pautada exclusivamente por diplomas ou histórico acadêmico, mas sim por "paixão, dedicação e vontade de contribuir com a exploração espacial" .
O CEO reiterou que a empresa não possui vínculo com a NASA e que a menção ao astronauta William McArthur referia-se apenas à sua biografia como veterano da agência, não a qualquer participação oficial da NASA nas missões da Titans Space. Lachman defendeu Laysa das críticas, afirmando que ela continua com o apoio da empresa enquanto demonstrar empenho e capacidade, e posicionou-se contra o que chamou de “linchamento público” da jovem .

### NASA
Após o anúncio a agência espacial estadunidense declarou que Laysa não é funcionária, pesquisadora principal nem candidata a astronauta pela instituição. O órgão esclareceu ainda que programas frequentados por ela não são estágio ou emprego na NASA. Segundo informações da agência para ser astronauta é necessário:
1. Ter cidadania americana
2. Ter um mestrado em uma área STEM (incluindo engenharia, ciências biológicas, ciências físicas, ciência da computação ou matemática), de uma instituição credenciada.
3. Ter no mínimo três anos de experiência profissional relacionada obtida após a conclusão do curso (ou 1.000 horas de piloto em comando, com pelo menos 850 dessas horas em aeronaves a jato de alto desempenho para pilotos).
4. Ser capaz de completar com sucesso o exame físico de astronauta de voo de longa duração.

## Autenticidade do currículo

### Investigação do canal Space Orbit
No dia 6 de junho de 2025 o canal do YouTube sobre temas aeroespaciais Space Orbit lançou um vídeo sobre uma investigação realizada na qual descobriram que Laysa nem chegou a terminar a faculdade de física, ao contrário do que era afirmado em redes sociais onde havia alegação de ser formada em física teórica e computação quântica, e que boa parte dos cursos os quais a estudante teria realizado seriam puramente educacionais, sem qualquer valor para formação de profissionais, e que um dos "Space Centers" frequentados por Laysa é de participação livre, dura um dia e custa aproximadamente o equivalente a seis mil reais.
| “ | Tudo isso é mentira. Tudo o que ela fala ou é invenção ou um exagero grotesco. Foi tão escrachado que nós, mesmo sendo um canal de divulgação científica, decidimos romper nossa linha editorial — que evita comentar sobre pessoas — para fazer essa denúncia. Por respeito à ciência, ao espaço e às pessoas que realmente lutam para chegar lá. | ” |
|   | — Pedro, do canal Space Orbit, em entrevista ao Metrópoles. |   |

### Repercussão na Imprensa
Diversos veículos da imprensa repercutiram o caso em junho de 2025, logo após a descoberta de incongruências no currículo da estudante. Um dos pontos que gerou questionamentos foi a divulgação de uma foto em que a estudante aparece com um capacete com o símbolo da NASA. A imagem teria sido enviada ao portal g1 em 2022, mas uma versão publicada em sua conta no Instagram aparece sem o logotipo da agência, sugerindo que ao menos uma das versões seja alterada.
Em entrevista à revista VEJA em dezembro de 2023 Laysa teria afirmado "ser a primeira brasileira a comandar uma equipe na Nasa voltada para a criação de tecnologias", fato posteriormente desmentido pela agência. A imprensa também noticiou que a Universidade Columbia desmentiu a estudante após alegações de que ela seria uma estudante de mestrado na instituição.
O Instituto de Tecnologia de Massachusetts (MIT, na sigla em inglês) negou que a estudante tenha qualquer diploma ou matrícula na instituição, mas a assessoria da estudante afirma que ela possui o curso de formação "Machine Learning, Modeling, and Simulation Principles". Uma reportagem da CNN Brasil afirma que em seu currículo público estaria listado um título de fellow em Física Teórica pela Sociedade Max Planck, sem comprovação. A estudante afirmou que foi monitora do Observatório Astronômico Frei Rosário, pertencente à instituição, sem comprovação.
Também foi noticiado que usuários da rede social X perceberam que até mesmo a embaixada dos Estados Unidos teria sido enganada pela estudante, por ter criado uma publicação na qual elogiava a jovem, afirmando que ela seria “a primeira brasileira mulher a comandar uma equipe da NASA”, informação posteriormente desmentida pela agência.

Após a grande repercussão, Laysa excluiu seu perfil no LinkedIn e limitou comentários em suas redes sociais. A assessoria de Laysa encaminhou uma nota à imprensa alegando que ela nunca declarou ser "astronauta da NASA". O programa de televisão Domingo Espetacular reportou que a estudante passou a ser alvos de "ataques na internet" após a polêmica.